# Jonathan Lynn
Jonathan Lynn (Bath, 3 april 1943) is een Brits acteur, regisseur en scenarist. Lynn is voornamelijk bekend voor zijn schrijfwerk voor de Britse comedieserie Yes, Minister.

## Biografie
Lynn werd geschoold op het Pembroke College. Hij was ook lid bij het amateurgezelschap Footlights uit Cambridge. Zijn actieve carrière als acteur begon hij in 1967 in de West Endmusical Fiddler on the Roof. In de jaren 60 was hij als acteur in verschillende sitcoms te zien waar hij zelf ook aan meeschreef. In de jaren 80 was hij erg populair met de serie Yes, Minister die hij samen met Antony Jay schreef. In 1985 maakte hij met de film Clue zijn debuut als regisseur.

## Filmografie als regisseur
- Clue, 1985
- Nuns on the Run, 1990
- My Cousin Vinny, 1992
- The Distinguished Gentleman, 1992
- Greedy, 1994
- Sgt. Bilko, 1996
- Trial and Error, 1997
- The Whole Nine Yards, 2000
- The Fighting Temptations, 2003
- Wild Target, 2010
- The Last First Time, 2012

- Bibsys: 90078003
- Biblioteca Nacional de España: XX1112118
- Bibliothèque nationale de France: cb14041094z (data)
- Catàleg d'autoritats de noms i títols de Catalunya: 981058526635906706
- Gemeinsame Normdatei: 10899662X
- International Standard Name Identifier: 0000 0000 8087 025X
- Library of Congress Control Number: n84016413
- MusicBrainz: b3204e9c-4ccc-42a3-a431-792cfacdbad4
- Nationale Bibliotheek van Tsjechië: xx0004656
- Nationale Bibliotheek van Israël: 987007276338705171
- Nederlandse Thesaurus van Auteursnamen: 073252107
- SNAC: w6dv4hs6
- Système universitaire de documentation: 109083288
- Virtual International Authority File: 7589094
- WorldCat: E39PBJyMfWXxDxvptMjDM67bVC